# Audubon Park (Kentucky)
Audubon Park és una població dels Estats Units a l'estat de Kentucky. Segons el cens del 2000 tenia 1.545 habitants.

## Demografia
Segons el cens del 2000, Audubon Park tenia 1.545 habitants, 619 habitatges, i 433 famílies. La densitat de població era de 1.864,1 habitants/km².
Dels 619 habitatges en un 30,9% hi vivien nens de menys de 18 anys, en un 59% hi vivien parelles casades, en un 7,6% dones solteres, i en un 30% no eren unitats familiars. En el 26% dels habitatges hi vivien persones soles el 16% de les quals corresponia a persones de 65 anys o més que vivien soles. El nombre mitjà de persones vivint en cada habitatge era de 2,5 i el nombre mitjà de persones que vivien en cada família era de 3,05.
Per edats la població es repartia de la següent manera: un 25,2% tenia menys de 18 anys, un 6,2% entre 18 i 24, un 24,1% entre 25 i 44, un 27% de 45 a 60 i un 17,5% 65 anys o més.
L'edat mediana era de 42 anys. Per cada 100 dones de 18 o més anys hi havia 86,2 homes.
La renda mediana per habitatge era de 60.000 $ i la renda mediana per família de 75.520 $. Els homes tenien una renda mediana de 51.167 $ mentre que les dones 32.679 $. La renda per capita de la població era de 31.162 $. Entorn del 3,7% de les famílies i el 5,1% de la població estaven per davall del llindar de pobresa.

## Poblacions més properes
El següent diagrama mostra les poblacions més properes.